# Agrotis rufescens
Agrotis rufescens är en fjärilsart som beskrevs av Tutt 1892. Agrotis rufescens ingår i släktet Agrotis och familjen nattflyn. Inga underarter finns listade i Catalogue of Life.